# Industrija motornih vozil Novo mesto
Industrija motornih vozil (kratica IMV) s polnim imenom: Industrija motornih vozil Novo mesto, je bila gospodarska družba, ki je v Novem mestu izdelovala vozila ter počitniške prikolice.

## Zgodovina
Podjetje za proizvodnjo osebnih in dostavnih vozil, počitniških prikolic ter sestavnih delov za motorna vozila je nastalo iz podjetij Agroservis (1945) in  Motomontaža (1955). Podjetji sta se združili leta 1959 in preimenovali v Industrija motornih vozil Novo mesto

### Proizvodni program
Med letoma 1967 in 1972 so v IMV-ju v sodelovanju z British Leyland Motor Company licenčno sestavljali osebne avtomobile znamke Austin, zatem pa kot kooperant osebna in dostavna vozila nemške znamke Auto Union (danes AUDI), predvsem pa kombinirana vozila DKW Schnellaster.

### Sodelovanje z Renaultom
Prvo sodelovanje Renaulta v Sloveniji je bilo podpisano z ljubljanskim Litostrojem leta 1969 in je trajalo do leta 1972. 
Leta 1972 je bila podpisana kooperacijska pogodba, ki je predstavljala temelj proizvodnje vozil znamke Renault v Novem mestu. Februarja 1973 so namreč v IMV-ju začeli s serijsko proizvodnjo modela Renault 4, v omejenih količinah je bilo sestavljeno tudi nekaj vozil Renault 12, Renault 16 in Renault 18. 
Ker se je v osemdesetih letih preteklega stoletja Renault znašel v manjših težavah, so leta 1989  z novo pogodbo ustanovili podjetje REVOZ (akronim: RENAULT VOZILA) ter tega leta začeli s proizvodnjo vozila Renault 5.

## Lastna proizvodnja
Plod lastnega razvoja so bila kombinirana vozila in avtodomi, ki so jih kmalu izdelovali v 15 inačicah, s prilagojeno namembnostjo: 
- model IMV 1000 je imel motor proizvajalca DKW, s prostornino 981 cm³
- model IMV 1600R je imel motor proizvajalca Renault, s prostornino 1647 cm³
- model IMV 2200D je imel motor proizvajalca Mercedes-Benz s prostornino 2197 cm³

Pomemben je bil tudi razvoj počitniških prikolic in avtodomov, ki so se tržile pod blagovno znamko Adria.
Enota počitniških prikolic in avtodomov IMV je leta 1995 prevzela ime Adria Mobil in postala samostojna gospodarska družba.
- Kombi IMV 1600R
- Počitniška prikolica IMV Adria